# 小柳泰貴
小柳 泰貴（こやなぎ たいき、1984年2月14日 - ）は、日本の元ラグビー選手。

## プロフィール
- 佐賀県出身[1]。
- ポジションはウィング(WTB)。
- 身長 177cm、体重 85kg
- ニックネームはタイキ。
- 日本Ａ代表に選ばれたことがある[2]。

## 略歴
2002年、佐賀工業高校卒業後、関東学院大学に入る。
2005年、東日本大学選抜のメンバーに選ばれた。
2006年、関東学院大学卒業後、コカ・コーラウエストレッドスパークス（現・コカ・コーラレッドスパークス）に加入。同年9月2日に行われたジャパンラグビートップリーグ第1節の日本IBMビッグブルー戦にて先発出場で公式戦初出場を果たす。
2018年、現役を引退した。